# Imperativo ipotetico

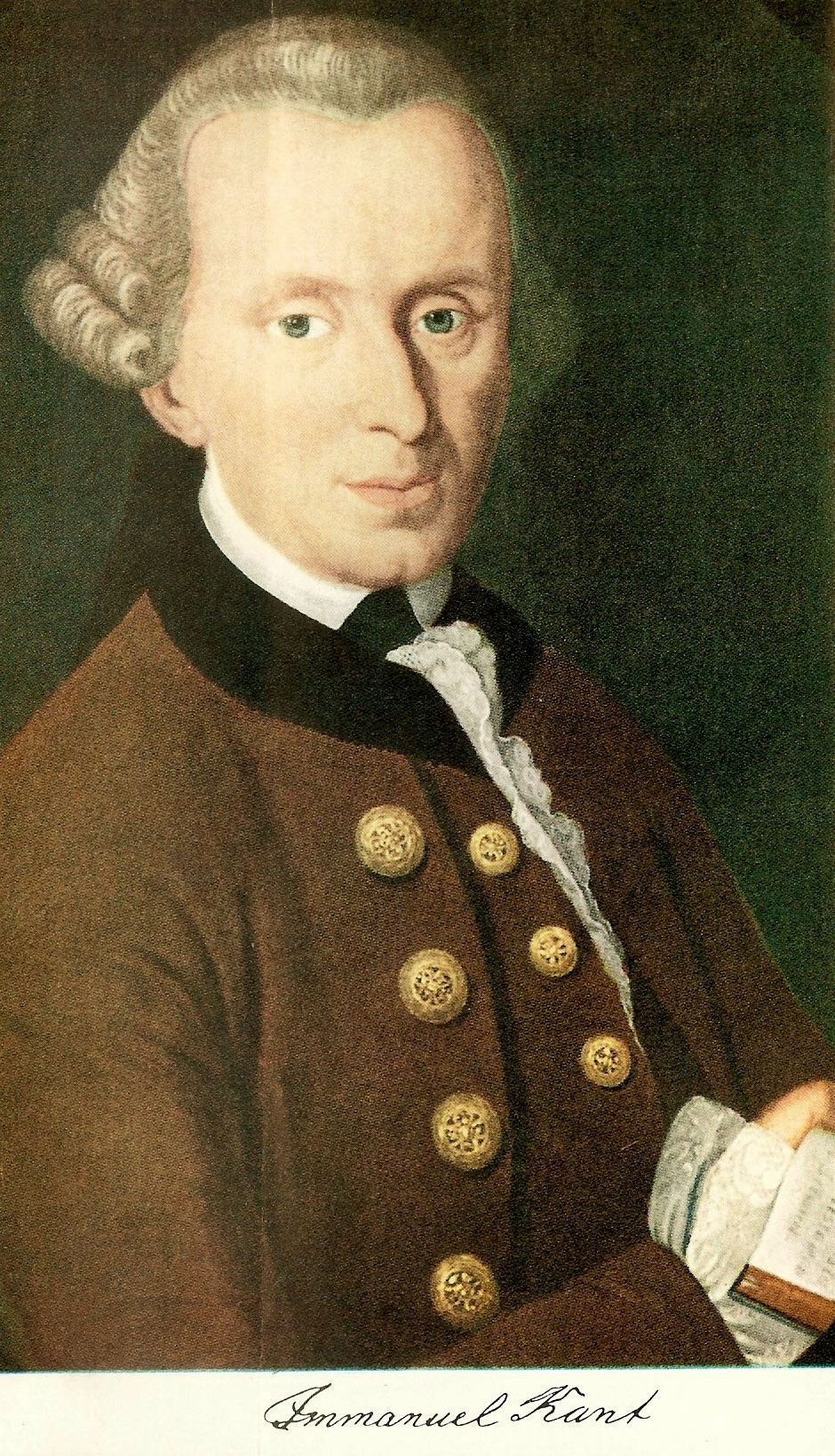
Immanuel Kant

L'imperativo ipotetico, introdotto per la prima volta da Immanuel Kant nella sua Fondazione della metafisica dei costumi (1785), è un comando della ragione che, a differenza dell'imperativo categorico, sul quale si fonda la morale kantiana, si applica solo condizionatamente, cioè il comando sarà eseguito a condizione che si voglia conseguire un fine.
Gli imperativi ipotetici si possono riassumere nella formula: "se vuoi A devi fare B"; per esempio: "se vuoi andare in Paradiso devi obbedire alla legge di Dio". Questo tipo di comandi configurano cioè un'ipotesi (se vuoi andare in Paradiso) la cui realizzazione è condizionata dal mettere in atto forzatamente un comportamento (obbedisci alla legge di Dio).

## Gli imperativi costrittivi
"Forzatamente", poiché ambedue i comandi razionali, quello categorico e quello ipotetico, sono "imperativi": hanno la caratteristica della costrizione, cioè contrastano, poiché la natura umana è finita e tende a sfuggire tutto ciò che limita la sua libera volontà diretta al conseguimento di un bene, il dominio delle inclinazioni e degli impulsi sensibili particolari.
Avviene, dunque, una forzatura nel comportamento, poiché si assume un "impegno" (obbedire alla legge di Dio) rinunciando a ciò che, sotto la spinta di motivazioni sensibili, si vorrebbe altrimenti fare.
L'imperativo ipotetico, al contrario di quello categorico, non è dunque necessario né universale, non è lo stesso per tutti, ma vale solo per coloro che vogliono conseguire quel fine. 

## Regole dell'abilità e consigli della prudenza
Kant divide gli imperativi ipotetici in due sottocategorie: le "regole dell'abilità" e i "consigli della prudenza". 
Questi ultimi comandano di servirsi di mezzi che sono utili, efficaci per conseguire fini che però, non essendo determinati dalla ragione ma dalle inclinazioni e dalle passioni individuali, possono essere moralmente buoni, indifferenti o cattivi.
Le "regole dell'abilità" sono quelle prescrizioni che ci permettono, scelto il mezzo più idoneo, di conseguire un obiettivo, qualunque esso sia. Riguardano un fine possibile. Ad esempio rientrano in queste regole quelle che i genitori impartiscono ai figli ma non è detto che questi poi le mettano in pratica nel futuro.
I consigli della prudenza, invece, si riferiscono a un fine reale, sicuro, non problematico, e tra questi ve ne è uno che tutti, al di là dei propri limiti naturali vorrebbero certamente conseguire:

## La felicità
Il fine reale è certamente la felicità, considerato che tutti gli esseri ragionevoli - e non solamente una parte come invece accade quando si parla di fini possibili - desiderano per natura ottenerla. In questo senso non bisogna credere però di essere di fronte all'imperativo categorico (che è incondizionato, necessario e universale) ma a quello che Kant chiama "imperativo assertorio" nel senso che permane la caratteristica della ipoteticità (se vuoi essere felice devi agire così)..
Tuttavia eseguire il comando di questo imperativo risulta essere destinato a non trovare una soluzione univoca sul piano pratico perché nessuno può sapere con sicurezza quale sia quella cosa che garantisca la felicità. Pertanto, non essendoci "strade" sicure, ci si può basare esclusivamente sui consigli, che prendono il nome di "consigli (o imperativi) della prudenza".
Infatti la felicità non può essere assicurata dalla ragione poiché essa è il frutto dell'immaginazione: l'uomo si raffigura nella sua fantasia ciò che lo renderebbe felice e pur essendo un essere razionale, ma finito, non può essere sicuro di ciò che lo rende veramente e certamente felice.

## Critica delle morali eudemonistiche
Per questo Kant critica tutte le morali che si basino sul conseguimento della felicità poiché mancano della universalità (diverse sono le opinioni degli uomini sulla felicità) e della necessità (in quanto la felicità risponde a principi empirici, alla sensibilità e agli impulsi propri della natura umana):
Fare coincidere la felicità con il benessere individuale fondandolo sugli impulsi (che spingono a mettere in atto indistintamente sia la virtù che il vizio) deve escludersi dalla morale perché spesso il benessere può essere frutto di azioni immorali e un uomo felice non è detto che sia anche buono.